# おんなの窓
『おんなの窓』（おんなのまど）は、伊藤理佐による日本の漫画作品。
『週刊文春』（文藝春秋）の巻末の「読者より」のコーナーに2004年1月1・8日号（新春特別号）より、毎回1コマが掲載されている。伊藤の私生活における出来事などが赤裸々に描かれている。
伊藤は本作及び「女いっぴき猫ふたり」など一連の作品で第10回手塚治虫文化賞の短編賞を受賞した。
2010年1月28日号から2月18日号まで、伊藤が産休に入ったため、「オットの人」こと吉田戦車がピンチヒッターとして「おとこの窓」を掲載した。

## 書誌情報
- 伊藤理佐 『おんなの窓』 〈文藝春秋〉 既刊6巻[1]（2024年1月現在）
  1. 2007年1月10日発行、ISBN 978-4-16-368780-3
    - 『オール讀物』にて2006年に全6回連載された「妙齢おねいさん道」収録
    - 伊藤が『週刊文春』編集部に1週間体験就職したルポ「るぽまん 文春で一週間」収録
    - 安野モヨコ、山本直樹、吉田戦車（結婚前）らによる描きおろし漫画「伊藤理佐の窓」収録

  2. 2008年12月15日発行、ISBN 978-4-16-370910-9
  3. 2010年2月10日発行、ISBN 978-4-16-372080-7
  4. 2012年11月15日発行、ISBN 978-4-16-375810-7
  5. 2016年01月30日発行、ISBN 978-4-16-390398-9
  6. 2017年11月30日発行、ISBN 978-4-16-390763-5